# Agriotypus townesi
Agriotypus townesi är en stekelart som beskrevs av Chiu 1986. Agriotypus townesi ingår i släktet Agriotypus och familjen brokparasitsteklar. Inga underarter finns listade i Catalogue of Life.